# Alessandro Calcaterra
Alessandro Calcaterra, född 26 maj 1975 i Civitavecchia, är en italiensk vattenpolospelare. Han ingick Italiens landslag vid olympiska sommarspelen 1996, 2000, 2004 och 2008. Han är bror till Roberto Calcaterra.
Alessandro Calcaterra spelade åtta matcher och gjorde fem mål i OS-turneringen 1996 i Atlanta där Italien tog brons.
Alessandro Calcaterra ingick i det italienska laget som tog EM-guld 1995 i Wien.